# جوايخو دي جاليستيو
بلدية جوايخو دي جاليستيو (بالإسبانية: Guijo de Galisteo)‏، هي بلدية تقع في مقاطعة قصرش والتي تقع في منطقة إكستريمادورا، غرب إسبانيا.
يبلغ عدد سكانها 1.839 نسمة وفقاً لإحصائية سنة (2002).